# Бичков Володимир Петрович (артист)
Володимир Петрович Бичков (10 лютого 1928, Кременчук — 12 квітня 2024, Воронеж) — радянський танцівник, балетмейстер. Народний артист Російської Федерації (1995).

## Кар'єр
Народився 10 лютого 1928 року в Кременчуці.
Із 1945 року — артист балету ансамблю «Кубанські козаки», ансамблю Кримської державної філармонії, ансамблю пісні і танцю Таврійського військового округу (Сімферополь), ансамблю Дунайської флотилії, ансамблю пісні і танцю Північного флоту.
Із 1973 року жив у Воронежі. Працював головним балетмейстером Воронезького ансамблю профтехосвіти «Весняні зорі», а з 1988 по 2006 рік — його художній керівник.
У 1976 році ансамбль стає лауреатом премії Ленінського комсомолу.
Помер 12 квітня 2024 року в Воронежі на 97-му році життя. Похований на Комінтернівському кладовищі Воронежа.